# Jinhai Road
Jinhai Road (金海路; Pinyin: Jinhai Lù) is een station van de metro van Shanghai in het district Pudong. Het station wordt bediend door lijn 9 en lijn 12. Van deze laatste lijn is het metrostation ook de noordoostelijke terminus. Het station werd in gebruik genomen op 29 december 2013 als eindpunt van lijn 12 en werd op 30 december 2017 een transitstation met overstapmogelijkheden naar lijn 9.
Het ondergronds station met een eilandperron tussen de twee sporen voor lijn 9 en twee zijperrons voor lijn 12 ligt aan het kruispunt van Jinhai Road (金海路) en Jinsui Road (金穗路) in het noordwesten van het district Pudong.
Songjiang South · Zuibaichi Park · Songjiang Sports Center · Songjiang Xincheng · Songjiang University Town · Dongjing · Sheshan · Sijing · Jiuting · Zhongchun Road · Qibao · Xingzhong Road · Hechuan Road · Caohejing Hi-Tech Park · Guilin Road · Yishan Road · Xujiahui · Zhaojiabang Road · Jiashan Road · Dapuqiao · Madang Road · Lujiabang Road · Xiaonanmen · Shangcheng Road · Century Avenue · Middle Yanggao Road · Fangdian Road · Lantian Road · Taierzhuang Road · Jinqiao · Jinji Road · Jinhai Road · Gutang Road · Minlei Road · Caolu

Lijnen van de metro van Shanghai: 1 · 2 · 3 · 4 · 5 · 6 · 7 · 8 · 9 · 10 · 11 · 12 · 13 · 14 · 15 · 16 · 17 · 18 · Pujiang Line
Qixin Road · Hongxin Road · Gudai Road · Donglan Road · Hongmei Road · Hongcao Road · Guilin Park · Caobao Road · Longcao Road · Longhua · Middle Longhua Road · Damuqiao Road · Jiashan Road · South Shaanxi Road · West Nanjing Road · Hanzhong Road · Qufu Road · Tiantong Road · International Cruise Terminal · Tilanqiao · Dalian Road · Jiangpu Park · Ningguo Road · Longchang Road · Aiguo Road · Fuxing Island · Donglu Road · Jufeng Road · North Yanggao Road · Jinjing Road · Shenjiang Road · Jinhai Road

Lijnen van de metro van Shanghai: 1 · 2 · 3 · 4 · 5 · 6 · 7 · 8 · 9 · 10 · 11 · 12 · 13 · 14 · 15 · 16 · 17 · 18 · Pujiang Line